# Хакни, Хейден
Хейден Рис Хакни (англ. Hayden Rhys Hackney; род. 26 июня 2002 года в Редкаре, Норт-Йоркшир) — английский футболист, полузащитник английского клуба «Мидлсбро» .

## Клубная карьера

### Начало карьеры
Родился в маленьком городке Редкар на северо-востоке Англии и с 10 лет начал заниматься футболом в Академии «Мидлсбро». Прошёл через всю юношеские команды клуба и был частью молодёжной команды «Мидлсбро», вышедшей в финал Кубка Премьер-лиги (до 18 лет) в 2019 году.
26 июня 2019 года, в свой 17-й день рождения, подписал свой первый профессиональный контракт с клубом. В ноябре 2019 года впервые оказался в числе запасных в матче Чемпионшипа против «Барнсли».
9 января 2021 года дебютировал за основной состав «Мидлсбро» в гостевом матче Кубка Англии против «Брентфорда» (1:2). 8 мая 2021 года дебютировал в лиге, выйдя на замену в последнем туре  Чемпионшипа против «Уиком Уондерерс» (0:3). По окончании сезона 2020/2021 подписал с клубом новый двухлетний контракт.

### Аренда в «Сканторп Юнайтед»
31 августа 2021 года на правах полугодичной аренды присоединился к клубу Лиги Два «Сканторп Юнайтед». Закрепившись в качестве игрока основного состава, в январе аренда была продлена до конца сезона. Всего, по итогам сезона 2021/22 Хакни сыграл 31 матч, но не сумел помочь «Сканторпу» избежать вылета в Национальную лигу.

### Возвращение в «Мидлсбро»
Сезон 2022/23 Хакни начинал в составе резервной команды «Мидлсбро», однако после отставки Криса Уайлдера и назначения на пост главного тренера Майкла Каррика в октябре 2022 года был переведен в основную команду и быстро стал игроком стартового состава. 19 октября 2022 года забил свой первый гол за «Мидлсбро» в победном поединке над «Уиган Атлетик» (4:1).
По итогам сезона 2022/23 Хакни выиграл награду «Лучший молодой игрок Мидлсбро» сыграв 38 матчей и забив 3 гола, а также был номинирован на звание «Лучший молодой игрок Чемпионшипа», но проиграл полузащитнику «Бристоль Сити» Алексу Скотту.
28 июня 2023 года Хакни подписал новый контракт с «Мидлсбро» до лета 2027 года. 6 января 2024 года впервые вышел с капитанской повязкой в домашнем матче Кубка Англии против «Астон Виллы». 9 января забил единственный гол в ворота «Челси» (1:0) в первом полуфинальном матче Кубка Английской лиги.

## Карьера в сборной
Хакни представлял сборную Англию на юношеском уровне (до 15 лет).
В ноябре 2022 года Хакни получил вызов в молодёжную сборную Шотландии, поскольку его мать является уроженкой Эдинбурга. 17 ноября дебютировал за шотландскую молодёжку в товарищеском поединке против сборной Исландии (1:2).
После успешных выступлений за «Мидлсбро» в сентябре 2023 года Хакни вновь был вызван в молодёжную сборную Англии, за которую дебютировал 11 сентября в матче квалификации молодёжного чемпионата Европы 2025 против сборной Люксембурга (3:0)

## Достижения

### Личные
- Лучший молодой футболист «Мидлсбро»: 2022/23